# Xã Delight, Quận Custer, Nebraska
Xã Delight (tiếng Anh: Delight Township) là một xã thuộc quận Custer, tiểu bang Nebraska, Hoa Kỳ. Năm 2010, dân số của xã này là 698 người.